# گرینبرگ ۳۳۸۷
سیارک ۳۳۸۷ (به انگلیسی: 3387 Greenberg، نامگذاری:1981WE) سه هزار و سیصد و هشتاد و هفتمین سیارک کشف شده‌است که در ۲۰ نوامبر ۱۹۸۱ کشف شد.
قدر مطلق سیارک برابر ۱۲٫۸۰ است.